# Grupo 9 de la Clasificación de UEFA para la Copa Mundial de Fútbol de 2002
El Grupo 9 de la Clasificación de UEFA para la Copa Mundial de Fútbol de 2002 contó con la participación de Albania, Alemania, Finlandia, Grecia e Inglaterra; los cuales se enfrentaron entre sí para definir a un clasificado directo a la Copa Mundial de Fútbol de 2002 a celebrarse en Corea del Sur y Japón y un equipo en la segunda ronda eliminatoria.

## Posiciones
| Pos. | Equipo     | Pts. | PJ | G | E | P | GF | GC | Dif. | Clasificación          |
| ---- | ---------- | ---- | -- | - | - | - | -- | -- | ---- | ---------------------- |
| 1    | Inglaterra | 17   | 8  | 5 | 2 | 1 | 16 | 6  | +10  | Clasificado al Mundial |
| 2    | Alemania   | 17   | 8  | 5 | 2 | 1 | 14 | 10 | +4   | Playoff                |
| 3    | Finlandia  | 12   | 8  | 3 | 3 | 2 | 12 | 7  | +5   |                        |
| 4    | Grecia     | 7    | 8  | 2 | 1 | 5 | 7  | 17 | −10  |                        |
| 5    | Albania    | 3    | 8  | 1 | 0 | 7 | 5  | 14 | −9   |                        |

 Fuente: 

## Resultados
| 2-9-2000 | Finlandia                     | 2–1     | Albania    | Finnair Stadium, Helsinki                                |                                                          |
|          | Litmanen 45' · Riihilahti 68' | Reporte | Murati 64' | Asistencia: 10 770 espectadores Árbitro(s): Rene Temmink | Asistencia: 10 770 espectadores Árbitro(s): Rene Temmink |

| 2-9-2000 | Alemania                 | 2–0     | Grecia | Volksparkstadion, Hamburg                                       |                                                                 |
|          | Deisler 18' · Scholl 78' | Reporte |        | Asistencia: 48 500 espectadores Árbitro(s): Antonio Lopez Nieto | Asistencia: 48 500 espectadores Árbitro(s): Antonio Lopez Nieto |

| 7-10-2000                                            | Inglaterra | 0–1     | Alemania   | Wembley Stadium, Londres                                    |                                                             |
|                                                      |            | Reporte | Hamann 14' | Asistencia: 76 377 espectadores Árbitro(s): Stefano Braschi | Asistencia: 76 377 espectadores Árbitro(s): Stefano Braschi |
| Último partido jugado en el antiguo Estadio Wembley. |            |         |            |                                                             |                                                             |

| 7-10-2000 | Grecia           | 1–0     | Finlandia | Estadio Olímpico, Atenas                                      |                                                               |
|           | Liberopoulos 59' | Reporte |           | Asistencia: 15 000 espectadores Árbitro(s): Pierluigi Collina | Asistencia: 15 000 espectadores Árbitro(s): Pierluigi Collina |

| 11-10-2000 | Albania               | 2–0     | Grecia | Qemal Stafa Stadium, Tirana                               |                                                           |
|            | Bushi 48' · Fakaj 90' | Reporte |        | Asistencia: 10 200 espectadores Árbitro(s): Rune Pedersen | Asistencia: 10 200 espectadores Árbitro(s): Rune Pedersen |

| 11-10-2000 | Finlandia | 0–0     | Inglaterra | Olympiastadion, Helsinki                               |                                                        |
|            |           | Reporte |            | Asistencia: 36 210 espectadores Árbitro(s): Alain Sars | Asistencia: 36 210 espectadores Árbitro(s): Alain Sars |

| 24-3-2001 | Inglaterra             | 2–1     | Finlandia | Anfield, Liverpool                                          |                                                             |
|           | Owen 44' · Beckham 50' | Reporte |           | Asistencia: 44 262 espectadores Árbitro(s): Valentin Ivanov | Asistencia: 44 262 espectadores Árbitro(s): Valentin Ivanov |

| 24-3-2001 | Alemania                | 2–1     | Albania  | BayArena, Leverkusen                                        |                                                             |
|           | Deisler 49' · Klose 87' | Reporte | Kola 65' | Asistencia: 22 500 espectadores Árbitro(s): Graziano Cesari | Asistencia: 22 500 espectadores Árbitro(s): Graziano Cesari |

| 28-3-2001 | Albania       | 1–3     | Inglaterra                               | Qemal Stafa Stadium, Tirana                             |                                                         |
|           | Rraklli 90+2' | Reporte | Owen 74' · Scholes 85' · Andy Cole 90+6' | Asistencia: 18 000 espectadores Árbitro(s): Alain Hamer | Asistencia: 18 000 espectadores Árbitro(s): Alain Hamer |

| 28-3-2001 | Grecia                          | 2–4     | Alemania                                              | Estadio Olímpico, Atenas                                       |                                                                |
|           | Charisteas 20' · Georgiadis 43' | Reporte | Rehmer 6' · Ballack 25' (pen.) · Klose 82' · Bode 90' | Asistencia: 32 173 espectadores Árbitro(s): Vitor Melo Pereira | Asistencia: 32 173 espectadores Árbitro(s): Vitor Melo Pereira |

| 2-6-2001 | Finlandia        | 2–2     | Alemania                         | Olympiastadion, Helsinki                             |                                                      |
|          | Forssell 28' 43' | Reporte | Ballack 69' (pen.) · Jancker 73' | Asistencia: 35 744 espectadores Árbitro(s): Dick Jol | Asistencia: 35 744 espectadores Árbitro(s): Dick Jol |

| 2-6-2001 | Grecia      | 1–0     | Albania | Theodoros Vardinogiannis Stadium, Heraklion                |                                                            |
|          | Machlas 70' | Reporte |         | Asistencia: 5500 espectadores Árbitro(s): Nikolai Levnikov | Asistencia: 5500 espectadores Árbitro(s): Nikolai Levnikov |

| 6-6-2001 | Albania | 0–2     | Alemania                 | Estadio Qemal Stafa, Tirana                                  |                                                              |
|          |         | Reporte | Rehmer 27' · Ballack 68' | Asistencia: 12 800 espectadores Árbitro(s): Gilles Veissiere | Asistencia: 12 800 espectadores Árbitro(s): Gilles Veissiere |

| 6-6-2001 | Grecia | 0–2     | Inglaterra                | Estadio Olímpico, Atenas                                  |                                                           |
|          |        | Reporte | Scholes 63' · Beckham 87' | Asistencia: 29 300 espectadores Árbitro(s): Rune Pedersen | Asistencia: 29 300 espectadores Árbitro(s): Rune Pedersen |

| 1-9-2001 | Albania | 0–2     | Finlandia               | Estadio Qemal Stafa, Tirana                          |                                                      |
|          |         | Reporte | Tainio 55' · Kuqi 90+3' | Asistencia: 6400 espectadores Árbitro(s): Erol Ersoy | Asistencia: 6400 espectadores Árbitro(s): Erol Ersoy |

| 1-9-2001 | Alemania   | 1–5     | Inglaterra                                    | Olympiastadion, Munich                                        |                                                               |
|          | Jancker 6' | Reporte | Owen 12' 48' 65' · Gerrard 45+3' · Heskey 73' | Asistencia: 63 000 espectadores Árbitro(s): Pierluigi Collina | Asistencia: 63 000 espectadores Árbitro(s): Pierluigi Collina |

| 5-9-2001 | Finlandia                                                     | 5–1     | Grecia         | Olympiastadion, Helsinki                                  |                                                           |
|          | Forssell 14' 45' · Riihilahti 21' · Kolkka 38' · Litmanen 53' | Reporte | Karagounis 30' | Asistencia: 27 216 espectadores Árbitro(s): Paul Allaerts | Asistencia: 27 216 espectadores Árbitro(s): Paul Allaerts |

| 5-9-2001 | Inglaterra            | 2–0     | Albania | St James' Park, Newcastle                                        |                                                                  |
|          | Owen 43' · Fowler 88' | Reporte |         | Asistencia: 51 046 espectadores Árbitro(s): Juan Fernández Marín | Asistencia: 51 046 espectadores Árbitro(s): Juan Fernández Marín |

| 6-10-2001 | Inglaterra                     | 2–2     | Grecia                          | Old Trafford, Manchester                             |                                                      |
|           | Sheringham 68' · Beckham 90+3' | Reporte | Charisteas 36' · Nikolaidis 69' | Asistencia: 66 000 espectadores Árbitro(s): Dick Jol | Asistencia: 66 000 espectadores Árbitro(s): Dick Jol |

| 6-10-2001 | Alemania | 0–0     | Finlandia | Arena AufSchalke, Gelsenkirchen                          |                                                          |
|           |          | Reporte |           | Asistencia: 52 000 espectadores Árbitro(s): Anders Frisk | Asistencia: 52 000 espectadores Árbitro(s): Anders Frisk |

## Clasificado
Inglaterra